# Tátrai Band
A Tátrai Band 1987-ben alakult magyar jazz-rock zenekar. Névadója az együttes vezetője: Tátrai Tibor. Az együttes énekese Charlie.
Tátrai Tibornak saját zenekarát Kovács Tamás basszusgitárossal közösön alapította, aki a Tátrai-Török Tandem zenekar harmadik zenésze volt és ő találta ki a Tátrai Band-et.
Az első formáció 1987-ben indult el a Szerencsekerék című albummal, amelyen hard rock zenét játszottak. A Vertig József énekessel felálló csapat azonban még alakulófélben volt, s a következő jelentős szakasza történetének 1989 és 1999 között zajlott. A Griff zenekarba távozó Vertig József helyett Horváth Charlie lett az együttes frontembere, s Papp Tamáshoz és Kovács Tamáshoz még Pálvölgyi Géza billentyűs is csatlakozott. A siker az 1991-es New York című dallal született meg, amelyet rengeteg országos turné, valamint telt házas koncertek követtek egyebek mellett a Budapest Sportcsarnokban vagy a Kongresszusi Központban. Az időközben változó tagságú Tátrai Band egymás után készítette albumait, melyek közül több aranylemez lett.
A zenekar teljesen egyéni hangzást hozott létre. Ennek alapja a két zeneszerző, Tátrai és Pálvölgyi sajátos, egymást remekül kiegészítő zenei világa volt. Ehhez jött az együttes igen képzett tagjainak közös megszólalása, s Charlie különleges orgánuma. Távozásáig Kovács Tamás, később Hetesi Péter Pál (külsősként) jegyezte a szövegeket.
Az alapító Kovács Tamás 2003 karácsonyán elhunyt – nem sokkal azután, amikor felmerült, hogy újra összeállna az együttessel. 2009-ben ünnepelte a 20 éves évfordulóját az együttes, melyet egy jubileumi koncerttel ünnepeltek meg december 18-án a Papp László Budapest Sportarénában.

## Tagok
Az első formáció (1987–1989) tagjai:
- Vertig József – ének
- Tátrai Tibor – gitár
- Kiss Erika – billentyűs hangszerek
- Kovács Tamás – basszusgitár
- Papp Tamás – dob, ütőhangszerek

A legendás formáció (1989–) zenészei: 
- Tátrai Tibor – gitár
- Horváth Charlie – ének
- Pálvölgyi Géza – billentyűs hangszerek
- Kovács Tamás – basszusgitár
- Papp Tamás - dob, ütőhangszerek
- Solti János – dob, ütőhangszerek
- Lakatos Antal (Tony Lakatos) – szaxofon
- Csiszár Péter – szaxofon
- Jamie Winchester – gitár és vokál
- Szappanos György – basszusgitár
- Czerovszky Henriett – vokál
- Tóth Edina (énekes) – vokál

A 2009. december 18-án, a Papp László Budapest Sportarénában megrendezésre kerülő, nagyszabású "20 éves a Tátrai Band" születésnapi koncert zenészei:
- Tátrai Tibor – gitár
- Horváth Charlie – ének
- Pálvölgyi Géza – billentyűs hangszerek
- Solti János – dob
- Horváth Kornél – percussion
- Csiszár Péter – szaxofon
- Jamie Winchester – gitár és vokál
- Czerovszky Henriett – vokál
- Tisza Bea – vokál
- az időközben elhunyt Kovács Tamást basszusgitáron a Tátrai Trend tagja, Glaser Péter pótolta.

Szövegírók: 
- Kovács Tamás
- Hetesi Péter Pál

## Albumok
- Loose Associations (Amulet WISH 37, 1990, finnországi kiadású nagylemez)

A lemez az első Tátrai lemez (Illúziók nélkül) angol változata. Még a dalok sorrendje és hossza is megegyezik. A felvételek Budapesten (Tom-Tom Stúdió) készültek.

## Díjak, elismerések
- EMeRTon-díj – Az év lemeze (1991)